# Crisis diplomática entre India y Pakistán de 2025
La crisis entre India y Pakistán de 2025 comenzó el 23 de abril de tras el ataque de Pahalgam, un ataque terrorista islámico en el valle de Baisaran de Jammu y Cachemira, India, que se saldó con la muerte de 26 turistas hindúes y a un trabajador local, e hirió a más de 20 personas. El Frente de Resistencia (TRF), una rama del grupo pakistaní Lashkar-e-Toiba, designado por la ONU como un grupo terrorista, se atribuyó la responsabilidad del ataque. En respuesta, India acusó a Pakistán de apoyar el terrorismo transfronterizo.
Como resultado, India comenzó con la expulsión de diplomáticos pakistaníes y la retirada de sus propios diplomáticos, suspensión de visas, cierre de fronteras, y la retirada del Tratado de las Aguas del Indo, mientras que Pakistán negó las acusaciones y respondió con restricciones al comercio, cierre del espacio aéreo y cruces fronterizos y la suspensión del Acuerdo de Shimla. El Comité de Seguridad del Gabinete de la India (CSS) también instó a los ciudadanos indios a evitar viajar a Pakistán, y llamó a aquellos dentro del país que regresen lo antes posible.

## Antecedentes
A finales de la década de 1980 estalló una insurgencia armada islamista en Jammu y Cachemira, que provocó el éxodo de los hindúes cachemires de la región y la insurgencia ha continuado desde entonces. El 25 de julio de 2024, el primer ministro indio Narendra Modi declaró que Pakistán emplea guerra indirecta y que sus intenciones contra India no tendrán éxito. El 22 de abril de 2025, un ataque terrorista en el valle de Baisaran cerca a Pahalgam, en el distrito de Anantnag de Jammu y Cachemira administrada por la India mató al menos 26 turistas e hirió a más de 20 personas.

## Crisis diplomática
En la noche del 23 de abril, el ministro de asuntos exteriores Vikram Misri tuvo una conferencia especial de prensa después de reunirse con el CCS. Anunció la decisión de India de suspender temporalmente el Tratado de las Aguas del Indo con Pakistán con un efecto inmediato hasta que Pakistán cese su apoyo al terrorismo transfronterizo. Anunció además el cierre del puesto de control integrado en la frontera entre Attari y Wagah, la prohibición de viajar para todos los ciudadanos pakistaníes a la India bajo el Plan de Exención de Visas de la SAARC y la cancelación de todas las visas remitidas previamente. Adicionalmente, los asesores militares de la Alta Comisión de Pakistán en Nueva Delhi fueron expulsados, mientras que sus homólogos indios en Islamabad fueron retirados y la dotación del personal de la Alta Comisión de la India en Islamabad se redujo de 55 a un mínimo de 30. Los puestos de dichos asesores militares fueron considerados abolidos.
El Ministerio de Asuntos Exteriores de Pakistán expresó sus condolencias a las familias de las víctimas y su ministro de Defensa, Khawaja Asif, desestimó las acusaciones de participación de su país en el ataque y consideró esos acontecimientos como revoluciones. Sin embargo, en una entrevista con Sky News, mientras respondía a las acusaciones de terrorismo, el ministro Asif dijo que Pakistán había participado en actividades terroristas bajo la dirección de Estados Unidos, Reino Unido y Occidente durante tres décadas.
Pakistán respondió la suspensión del tratado al calificarla de inapropiada y carente de seriedad. Pakistán también advirtió a India que tomaría represalias comprehensivas en respuesta a las acciones anunciadas por el gobierno indio a raíz del incidente, y afirmó además que cualquier acción que afecte a los recursos hídricos sería considerada un acto de guerra. El 24 de abril, Pakistán suspendió visas emitidas a ciudadanos indios y cerró su espacio aéreo a aeronaves indias, expulsó a los diplomáticos indios y ordenó a los asesores militares indios a abandonar el país a más tardar el 30 de abril. Sin embargo, el corredor de Kartarpur permaneció abierto para los peregrinos sijs. Pakistán también cortó todo comercio con India. Además, Pakistán suspendió el Acuerdo de Shimla el 24 de abril de 2025 como represalia. La ceremonia fronteriza entre Attari y Wagah también se redujo y el apretón de manos simbólico no tuvo lugar. 

## Escalada terrestre
Tanto las fuerzas aéreas pakistaníes como indias realizaron vuelos intensivos cerca de la Línea de control. Los manifestantes realizaron protestas frente a la Alta Comisión de India en Islamabad e intentaron traspadar los perímetros en respuesta a la escalada de las tensiones. Un soldado de la Fuerza de Seguridad Fronteriza de la India perteneciente al 182º batallón fue capturado por los Rangers pakistaníes después de que  accidentalmente ingresara a territorio controlado por Pakistán en la frontera de Firozpur.
Entre el 24 y el 29 de abril, los ejércitos indio y pakistaní se enfrentaron en escaramuzas e intercambiaron disparos con armas pequeñas. Según informes, el ejército pakistaní inició disparos no provocados de armas de fuego pequeñas en varios sectores de la Línea de control. Según declaraciones del ejército indio, las fuerzas respondieron "adecuadamente con disparos de armas pequeñas".
El 26 de abril, se produjeron enfrentamientos militares en la zona de Dudu Basantgarh, en el distrito de Udhampur, donde las fuerzas de seguridad se enfrentaron a militantes sospechosos. El enfrentamiento se saldó con dos muertos del lado de los militantes y uno del ejército indio.

### Liberación de aguas fluviales
Tras la suspensión del Tratado de las Aguas del Indo de 1960 el 23 de abril, el 26 y 27 de abril surgieron informes locales desde Muzaffarabad, Pakistán, que indicaban que India había liberado agua de la presa de Uri al río Jhelum sin notificación alguna, lo que causó inundaciones, altos niveles de agua y pánico. Los informes también informaron que el río Chenab experimentó una caída significativa de los niveles de agua en Sialkot, Pakistán y las imágenes satelitales muestran un secado significativo del lecho del río.

### Ataques de India contra Pakistán
El 6 de mayo de 2025, India lanzó ataques con misiles contra Pakistán, denominados Operación Sindoor, dirigidos contra lo que denominó "infraestructura terrorista" en Pakistán y la Cachemira administrada por Pakistán. Los ataques fueron una respuesta al ataque de Pahalgam de 2025, atribuido al Frente de Resistencia, que mató al menos a 28 civiles, en su mayoría turistas hindúes. India acusó a Pakistán de apoyar a los atacantes. La operación intensificó las tensiones en el enfrentamiento entre India y Pakistán de 2025, parte del conflicto más amplio de Cachemira. Según las autoridades pakistaníes, los ataques con misiles causaron la muerte de al menos tres civiles, incluido un niño, y heridas a al menos otros 12.

## Reacciones

### Naciones Unidas
La Organización de las Naciones Unidas instaron a ambos bandos tener una "máxima moderación" y resolver los problemas diplomáticamente.

### Irán
El 25 de abril, la Republica Islámica de Irán propuso mediar para buscar una solución que permita reducir las tensiones entre Pakistán e India.

### Rusia
Rusia emitió una alerta de viaje en abril de 2025, advirtiendo a sus ciudadanos que no viajaran a Pakistán tras el ataque de Pahalgam en Jammu y Cachemira. 

### Otros
El Reino Unido también emitió una advertencia similar aproximadamente al mismo tiempo, refiriéndose principalmente a la Línea de control. El ministro de Asuntos Exteriores de China, Wang Yi, instó la desescalada entre ambos países. Bangladés y los EAU apoyaron las conversaciones de paz. En Nepal, el 9 de mayo de 2025, un grupo pacifista realizó una manifestación masiva para exigir la paz.

### Estados Unidos
El Departamento de Estado de los Estados Unidos actualizó su aviso de viaje, emitiendo una advertencia de nivel 4 de "No viajar" para Jammu y Cachemira de la India, citando altos riesgos de terrorismo y disturbios civiles. Además, la Embajada de Estados Unidos en Nueva Delhi confirmó que está siguiendo de cerca la situación y pidió que los responsables sean llevados a juicio, reafirmando su apoyo a los esfuerzos de contraterrorismo de la India. Más tarde, el 26 de abril de 2025, el presidente Donald Trump restó importancia a la crisis diplomática, afirmando que las dos naciones «tuvieron esa lucha durante 1500 años», a pesar del hecho que la crisis de Cachemira inició en 1947.

### India
Manifestaciones tomaron lugar a las afueras de la Alta Comisión de Pakistán en Londres por miembros de la diáspora hindú.
Posteriormente, el gobierno de India promulgó una prohibición de varios canales de YouTube con ubicación en Pakistán por difundir contenido provocativo y comunitariamente sensible, así como narrativas falsas dirigidas contra el país, su ejército y agencias de seguridad, así como también una prohibición de las cuentas de Instagram de varias celebridades paquistaníes.

### Pakistán
En mayo de 2025, una coalición de actores pakistaníes, incluyendo  Andan Siqqudi y Ghulam Mohiuddin, pidieron a las conversaciones de paz, enfatizando la urgente necesidad por el diálogo y entendimiento para fomentar la armonía y resolver el conflicto.